# 사운딩
사운딩(sounding)이란 지반 조사 시 로드(rod)의 끝에 설치한 저항체를 땅 속에 삽입하여 관입, 회전, 인발 등의 저항으로 토층의 성질에 대해 알아보는 일련의 방법들을 말한다. 대표적으로 정적 사운딩과 동적 사운딩으로 구분한다.

## 종류
- 정적 사운딩

- 단관 원추 관입 시험
- 화란식 원추 관입 시험
- 스웨덴식 관입 시험
- 이스키 미터
- 베인 시험

- 동적 사운딩

- 동적 원추관 시험
- 표준관입시험

## 정적 사운딩

### 베인 시험
베인 시험(vane test)는 로드(rod)의 끝에 저항체를 설치해서 연약 점성토 지반의 현장 전단 강도를 구하는 현장 전단 시험이다. 베인을 돌리는 최대 모멘트를 {\displaystyle M_{max}}라 하면, 점착력 c는
{\displaystyle c={\frac {M_{max}}{\pi D^{2}({\frac {H}{2}}+{\frac {D}{6}})}}}이다.

## 동적 사운딩

### 표준 관입 시험
표준 관입 시험이란 63.5kg의 해머를 75cm에서 낙하시켜 시료 채취기인 스플리트 스푼(split spoon)을 지반에 관입시킴으로써 N치를 구하는 실험을 말한다. 처음 15cm는 교란의 영향을 없애기 위해 실시하고, 15cm 관입이 끝나면 30cm 관입되는 데 필요한 해머 타격횟수를 측정한다. 이 값을 N치라고 하며 여러 가지 지반 정수를 추정하는 데 이용한다.

## 참고 문헌
- 성안당, <토목기사 과년도 시리즈 - 토질 및 기초>(2015)
- 이인모 (2013). 《토질역학의 원리》 2판. 씨아이알. ISBN 9791156100096.
- 박영태 (2019). 《토목기사 실기》. 세진사.